# Ambrosio de Benavides

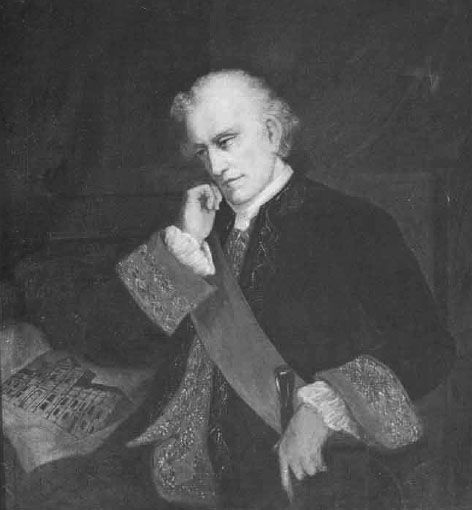
Ambrosio de Benavides

Ambrosio de Benavides Medina Liñán y Torres (* 20. Januar 1718 in Granada, Spanien; † 27. April 1787 in Santiago de Chile) war ein spanischer Kolonialbeamter, der als Gouverneur von Puerto Rico, Charcas und Chile amtierte.

## Leben

### Herkunft und Jugend
Ambrosio Benavides kam in Andalusien als Sohn von Juan Carlos de Benavides Mesía Ponce de León und seiner Ehefrau María Teresa de Medina Liñán y Torres zur Welt. Sein Vater war als Leiter der Inquisition der Provinz Córdoba ein höherer Beamter der königlichen Verwaltung.
Ambrosio schlug mit 20 Jahren relativ spät eine militärische Laufbahn ein, in der er 1761 bis zum Oberst aufstieg. 

### Amtsführung in Puerto Rico und Charcas
1760 wurde er von König Ferdinand zum königlichen Gouverneur von Puerto Rico ernannt. 1766 wurde er nach Spanien zurückbeordert und am 21. Februar 1768 mit dem Gouverneursamt in Charcas betraut. Dort traf er am 18. November 1768 ein und behielt das Amt bis zum 20. September 1778.

### Amtsführung in Santiago
Im Januar 1780 wurde er zum Leiter des Generalkapitanats Chile berufen. Die Nachricht erreichte ihn im Mai 1780 in Buenos Aires, und er machte sich auf den Weg. In Mendoza verbrachte er den Winter und erreichte Santiago am 11. Dezember, um sein Amt anzutreten. Die beschwerliche Reise beeinträchtigte seine  Gesundheit nachhaltig.
Unmittelbar bei seiner Ankunft kam es zur Verschwörung der drei Antonios: Beseelt von den Idealen der Aufklärung und der Gründung der Vereinigten Staaten von Amerika wollten Antonio Gramusset und Antonio Berney, beides Franzosen, gemeinsam mit José Antonio de Rojas, einem einheimischen Kreolen, eine unabhängige Republik in Chile errichten. Der Plan scheiterte und die drei Anführer wurden am 1. Januar 1781 verhaftet, bevor mögliche Unruhen sich ausbreiten konnten.
Benavides' Amtszeit wurde von einer Naturkatastrophe im Herbst des Jahres 1783 überschattet. Nach einem Erdbeben, das Santiago am 13. April 1783 erschütterte, trat am 16. Juni 1783 der Río Mapocho nach tagelangen Regenfällen über seine Ufer und überschwemmte die Hauptverkehrsader Alameda und weite Teile der Stadt, so dass am Ende die Innenstadt wie eine Insel aus den Fluten herausragte.
Unter dem Gouvernat von Benavides begann der italienische Architekt Joaquín Toesca mit dem Bau der Münze (La Moneda, später und bis heute der Präsidentenpalast in Santiago); außerdem wurden erste Pläne entworfen, um zur Regulierung des Wasserstände einen Kanal zum Río Maipo zu bauen. Diese Pläne wurden dann unter Luis Muñoz de Guzmán in die Tat umgesetzt, deren Vollendung allerdings bis 1820 auf sich warten ließ.
Benavides Amtsführung verschaffte ihm Respekt und Anerkennung bei der einheimischen Bevölkerung.

### Reformen unter Karl III.
König Karl III. befahl umfassende Reformen der Kolonialverwaltung, um dem Wachstum der Kolonie Rechnung zu tragen. Das Generalkapitanat wurde in zwei Intendencias unterteilt: Von Santiago aus wurde der Norden des Landes (von Copiapó bis zum Río Maule) verwaltet, die Intendanz übernahm Benavides selbst, unterstützt von Alonso de Guzmán y Peralta als Assistenten. Den südlichen Landesteil vom Río Maule bis zum Río Valdivia verwaltete die Intendanz von Concepción; als Intendanten berief Benavides Ambrosio O’Higgins, der seinerseits den jungen Anwalt (und späteren Anführer der Unabhängigkeitsbewegung) Juan Martínez de Rozas zum Assistenten nahm. 
Die Insel Chiloé war nicht Bestandteil der Intendencia und wurde auch aus dem Generalkapitanat ausgegliedert und direkt dem Vizekönig von Peru unterstellt.
Die Berufung der Militärgouverneure von Valparaíso und Valdivia behielt sich der König selbst vor.
Benavides starb im Alter von 69 Jahren im Amt. Er ist in der Kathedrale von Santiago beerdigt.